# Jeunesses socialistes révolutionnaires
Die Jeunesses socialistes révolutionnaires (Revolutionäre Sozialistische Jugend, JSR) war eine trotzkistische Gruppe im Frankreich der späten 1930er Jahre.

## Geschichte
Sie wurde von Yvan Craipeau, einem Mitglied der Ligue communiste  (Kommunistische Liga), Fred Zeller, dem ehemaligen Leiter der Jeunesses socialistes (Sozialistische Jugend), und Jean Rous nach dem Ausschluss der Trotzkisten aus der Section française de l’Internationale ouvrière (SFIO) auf dem Kongress von Mulhouse im Juni 1935 gegründet. Craipeau hatte sich geweigert, sich dem einen oder anderen trotzkistischen Lager anzuschließen, das von Pierre Navilles Parti ouvrier révolutionnaire (Revolutionäre Arbeiterpartei) auf der einen und Raymond Moliniers und Pierre Francks La Commune auf der anderen Seite repräsentiert wurde.
Die JSR gaben die Wochenzeitung Révolution mit Fred Zeller als Chefredakteur heraus. Neben einigen Trotzkisten versammelten sich in der JSR junge Kommunisten, die mit der Parti communiste français gebrochen hatten, und einige Mitglieder der Ultralinken. Der 15-jährige Pierre Boussel nahm an der JSR teil und wurde später zu „Lambert“, einem der wichtigsten Führer des französischen Trotzkismus.
Ende 1936 war die Gruppe dem Entrismus der Parti communiste internationaliste (PCI) von Raymond Molinier und Pierre Frank ausgesetzt, die erfolglos versuchten, eine Spaltung zu organisieren. Schließlich stimmte die Gruppe zu, auf individueller Basis der Parti ouvrier internationaliste (POI) beizutreten, die nach den Streiks im Juni 1936 die Fusion zwischen der PCI und Navilles POR organisierte; die JSR behielt jedoch ihre Autonomie ebenso wie Révolution. David Rousset, ein Philosophiestudent, der im Januar 1936 an der Gründung der JSR beteiligt war, gehörte zu denjenigen, die sich der POI anschlossen.